# إدوارد فولكنير
إدوارد فولكنير (بالإنجليزية: Edward Faulkner) هو ممثل أمريكي، ولد في 29 فبراير 1932 في الولايات المتحدة.

## وصلات خارجية
- إدوارد فولكنير على موقع IMDb (الإنجليزية)
- إدوارد فولكنير على موقع ألو سيني (الفرنسية)
- إدوارد فولكنير على موقع أول موفي (الإنجليزية)
- إدوارد فولكنير على موقع قاعدة بيانات الأفلام السويدية (السويدية)
- إدوارد فولكنير على موقع قاعدة بيانات الفيلم (الإنجليزية)
- إدوارد فولكنير على موقع كينوبويسك (الروسية)